# Municipio de Múzquiz
El municipio de Múzquiz es un municipio mexicano ubicado en el estado de Coahuila de Zaragoza, en el norte del país, con una población, de acuerdo a la Encuesta Intercensal 2015, de 69 102 habitantes (INEGI) de los cuales más de la mitad residen en la cabecera municipal, Ciudad Melchor Múzquiz.
El nombre es en honor del militar Melchor Múzquiz nacido en 1790 en su territorio y que llegó a ser presidente de México en 1832, su nombre anterior era Santa Rosa María del Sacramento, fue fundada como un presidio español en 1725.

## Descripción territorial

### Ubicación
El municipio ocupa la parte centro-norte del estado de Coahuila de Zaragoza; es el segundo de los municipios de esta entidad en cuanto a extensión territorial; se estima tiene una superficie total de 8128.9 km². Se localiza entre los 27°33’36” y 28°59’24” de latitud norte; y entre los 101°14’24” y 102°48’00” de longitud oeste, dentro de la subprovincia fisiográfica de las Sierras y Llanuras Coahuilenses en su mayoría territorial, además de algunas áreas del Municipio situadas dentro de las subprovincias fisiográficas de la Sierra del Burro y Llanuras de Coahuila y Nuevo León. Limita al norte con el Municipio de Acuña, al oriente con Zaragoza, San Juan de Sabinas y Sabinas; al sur con Progreso y al poniente con San Buenaventura y Ocampo.

### Orografía
El municipio es atravesado por la Sierra Madre Oriental, se encuentran las sierras de:
- Sierra Hermosa de Santa Rosa de Lima (2250 msnm)
- Sierra de la Babía (1920 msnm)
- Sierra la Encantada (2300 msnm)
- Sierra del Berrugero (1400 msnm)
- Sierra de Santa Anna (1450 msnm)
- Sierra de San Jerónimo (1432 msnm)
- Sierra del Carmen (2720 msnm)
- Sierra del Burro (1445 msnm)

Entre estas formaciones montañosas se encuentran valles, entre los que destacan los siguientes:
- Valle se Santa Rosa
- Valle de La Babia
- Valle de Los Venados
- Valle Colorado
- Valle de Alameda

### Hidrografía
En el municipio nacen el río San Juan (Sabinas), el río Álamos y varios arroyos entre los que destacan Las Rucias, La Lajita, Zamora, La Cuchilla.
El municipio cuenta con 11 manantiales (nacimientos de agua), de los cuales 7 son permanentes, así como el manantial de agua azufrosa en el cañón “El Potrero” y el manantial conocido como “El Socavón”, ambos en la sierra de Santa Rosa.

### Clima
| Parámetros climáticos promedio de Muzquiz, Coahuila de Zaragoza (490 msnm) normales 1981–2010 | Parámetros climáticos promedio de Muzquiz, Coahuila de Zaragoza (490 msnm) normales 1981–2010 | Parámetros climáticos promedio de Muzquiz, Coahuila de Zaragoza (490 msnm) normales 1981–2010 | Parámetros climáticos promedio de Muzquiz, Coahuila de Zaragoza (490 msnm) normales 1981–2010 | Parámetros climáticos promedio de Muzquiz, Coahuila de Zaragoza (490 msnm) normales 1981–2010 | Parámetros climáticos promedio de Muzquiz, Coahuila de Zaragoza (490 msnm) normales 1981–2010 | Parámetros climáticos promedio de Muzquiz, Coahuila de Zaragoza (490 msnm) normales 1981–2010 | Parámetros climáticos promedio de Muzquiz, Coahuila de Zaragoza (490 msnm) normales 1981–2010 | Parámetros climáticos promedio de Muzquiz, Coahuila de Zaragoza (490 msnm) normales 1981–2010 | Parámetros climáticos promedio de Muzquiz, Coahuila de Zaragoza (490 msnm) normales 1981–2010 | Parámetros climáticos promedio de Muzquiz, Coahuila de Zaragoza (490 msnm) normales 1981–2010 | Parámetros climáticos promedio de Muzquiz, Coahuila de Zaragoza (490 msnm) normales 1981–2010 | Parámetros climáticos promedio de Muzquiz, Coahuila de Zaragoza (490 msnm) normales 1981–2010 | Parámetros climáticos promedio de Muzquiz, Coahuila de Zaragoza (490 msnm) normales 1981–2010 |
| Mes                                                                                           | Ene.                                                                                          | Feb.                                                                                          | Mar.                                                                                          | Abr.                                                                                          | May.                                                                                          | Jun.                                                                                          | Jul.                                                                                          | Ago.                                                                                          | Sep.                                                                                          | Oct.                                                                                          | Nov.                                                                                          | Dic.                                                                                          | Anual                                                                                         |
| --------------------------------------------------------------------------------------------- | --------------------------------------------------------------------------------------------- | --------------------------------------------------------------------------------------------- | --------------------------------------------------------------------------------------------- | --------------------------------------------------------------------------------------------- | --------------------------------------------------------------------------------------------- | --------------------------------------------------------------------------------------------- | --------------------------------------------------------------------------------------------- | --------------------------------------------------------------------------------------------- | --------------------------------------------------------------------------------------------- | --------------------------------------------------------------------------------------------- | --------------------------------------------------------------------------------------------- | --------------------------------------------------------------------------------------------- | --------------------------------------------------------------------------------------------- |
| Temp. máx. abs. (°C)                                                                          | 39                                                                                            | 44                                                                                            | 42                                                                                            | 43                                                                                            | 45                                                                                            | 44                                                                                            | 43                                                                                            | 42                                                                                            | 43                                                                                            | 42                                                                                            | 40                                                                                            | 40                                                                                            | 45                                                                                            |
| Temp. máx. media (°C)                                                                         | 20.4                                                                                          | 22.8                                                                                          | 26.8                                                                                          | 30.8                                                                                          | 33.3                                                                                          | 35.4                                                                                          | 35.4                                                                                          | 35.8                                                                                          | 32.5                                                                                          | 28.9                                                                                          | 24.5                                                                                          | 20.7                                                                                          | 28.9                                                                                          |
| Temp. media (°C)                                                                              | 11.6                                                                                          | 13.8                                                                                          | 17.5                                                                                          | 21.7                                                                                          | 25.6                                                                                          | 28.2                                                                                          | 28.4                                                                                          | 28.4                                                                                          | 25.3                                                                                          | 20.9                                                                                          | 15.6                                                                                          | 11.9                                                                                          | 20.7                                                                                          |
| Temp. mín. media (°C)                                                                         | 2.7                                                                                           | 4.7                                                                                           | 8.1                                                                                           | 12.6                                                                                          | 17.9                                                                                          | 21.0                                                                                          | 21.4                                                                                          | 21.1                                                                                          | 18.0                                                                                          | 12.9                                                                                          | 6.7                                                                                           | 3.1                                                                                           | 12.5                                                                                          |
| Temp. mín. abs. (°C)                                                                          | -8                                                                                            | -8                                                                                            | -6                                                                                            | -1                                                                                            | 4                                                                                             | 2                                                                                             | 2                                                                                             | 2                                                                                             | 2                                                                                             | 0                                                                                             | -5                                                                                            | -13                                                                                           | -13                                                                                           |
| Precipitación total (mm)                                                                      | 25.9                                                                                          | 17.7                                                                                          | 17.9                                                                                          | 43.3                                                                                          | 76.2                                                                                          | 73.2                                                                                          | 91.1                                                                                          | 74.1                                                                                          | 82.1                                                                                          | 49.3                                                                                          | 20.8                                                                                          | 14.2                                                                                          | 585.8                                                                                         |
| Fuente: Servicio Meteorológico Nacional                                                       |                                                                                               |                                                                                               |                                                                                               |                                                                                               |                                                                                               |                                                                                               |                                                                                               |                                                                                               |                                                                                               |                                                                                               |                                                                                               |                                                                                               |                                                                                               |

### Vegetación
En las zonas altas de las montañas abundan los bosques de pinos, encinas, cedros, nogales y sabinas, mientras que en las zonas bajas abundan huizaches, yucas, mezquites, entre otras. En las orillas de los ríos y arroyos abundan las sabinas, álamos, nogales y encinas.

## Localidades
En el Censo de 2020 el municipio de Múzquiz contaba con 229 localidades.
| Código INEGI      | Localidad              | Población (2020) |
| ----------------- | ---------------------- | ---------------- |
| 050200001         | Ciudad Melchor Múzquiz | 38 992           |
| 050200093         | Palaú                  | 17 594           |
| 050200070         | Minas de Barroterán    | 7 746            |
| 050200043         | Las Esperanzas         | 2 915            |
| 050200047         | Minas la Florida       | 1 336            |
| Otras localidades | Otras localidades      | 3 044            |
| Total municipal   | Total municipal        | 71 627           |

### Ciudad Melchor Múzquiz
Como cabecera municipal, concentra una gran parte importante de la actividad económica del municipio, al encontrarse en ella un buen porcentaje de la población total del Municipio, además de localizarse en ella las oficinas de diversas dependencias y de organismos empresariales no gubernamentales, además destaca por la importancia su actividad ganadera, en especial por la alta calidad genética de sus hatos, además la actividad de la producción agrícola, donde destacan la producción de maíz, trigo, sorgo y nuez.
La ciudad Melchor Múzquiz fue fundada en el año de 1739 por el capitán Miguel de La Garza Falcón.
A finales de 2014, el gobierno de Coahuila anunció la posibilidad de convertir esta ciudad en Pueblo Mágico por su conservación de tradiciones, infraestructura y haber sido lugar de acontecimientos históricos en la vida del país.

### Palaú
Localidad ubicada a 10 km de la cabecera municipal su principal actividad económica es: la extracción de carbón mineral para las industrias siderúrgicas. Tiene más que 16 000 habitantes.

### Barroterán
Localidad dedicada a la extracción de carbón de las minas de la misma cuenta con más de 7000 habitantes. La principal fuente de empleo ha sido por siempre MINOSA DE AHMSA. Cuenta con la mina Siete ubicada en el ejido Barroterán ubicada a las afueras de la población en la cual trabajan cerca de 1000 obreros residentes de las localidades vecinas. El 31 de marzo de 1969, 153 mineros perdieron la vida en la explosión de las minas Carboneras 2 y 3 "Guadalupe" por acumulación de gas metano. Esta fecha es recordada cada año por los mineros sindicalizados que reciben el día libre, estipulado en su contrato colectivo de trabajo.

### Las Esperanzas
Localidad cuya principal actividad económica es la minería la agricultura y la ganadería.

### Localidades rurales
En este municipio se localizan aproximadamente 72 localidades rurales, considerando centros de población de comunidades ejidales y pequeñas propiedades, por lo que podemos decir que es un municipio eminentemente rural con una actividad agropecuaria muy importante para la economía local y regional.

## Vías de comunicación
El municipio de Múzquiz cuenta con una red de comunicaciones que le permite estar bien integrado al Estado por carretera, ferrocarril y aeropuertos; por carretera federal tiene acceso a través de la 57 desviando en el entronque hacia Paláu para llegar de este modo a la cabecera municipal.
A través del ferrocarril, se comunica también al noreste y sureste de Coahuila, así como al norte con el estado de Texas, Estados Unidos, por esta vía se transporta una importante cantidad de productos que se importan y exportan a Estados Unidos de Norteamérica.

### Carreteras
La red de carreteras permite la comunicación de municipio con el resto del estado a través de la Carretera federal 57, que en su trayecto vincula algunas ciudades como Monclova y la Carretera federal 53 que comunica a Múzquiz con Boquillas del Carmen, esta facilita el transporte de Fluorita que se extrae en la sierra de Santa Rosa, que a través de la carretera estatal Múzquiz-Nueva Rosita se comunica con la carretera federal 57.

## Educación
El municipio de Múzquiz cuenta con apropiadas opciones de educación básica, secundaria, y de nivel medio superior como lo es el Conalep (Colegio Nacional de Educación Profesional Técnica) con presencia desde 1980, también cuenta con instituciones de nivel estatal como el CECyTE (Colegio de Estudios Científicos y Tecnológicos) de Coahuila, con planteles en Palau y Barroterán; la EBURR (Escuela de Bachilleres Urbano Riojas Rendón) de la Universidad Autónoma de Coahuila (UAdeC), con otras tres escuelas incorporadas (IENC, Bachilleres de Palau, CEO) y algunas opciones de educación abierta (IEEA). Recientemente[¿cuándo?] cerró sus puertas una filial de la UANE (Universidad Autónoma del Noreste) campus Adolfo Romo, Instituto Privado que ofrecía educación Superior y Media superior y que por más de una década generó cantidad importante de profesionistas y bachilleres en el municipio. En febrero de 2009, el gobernador del estado Humberto Moreira, anunció la creación del Instituto Tecnológico Superior de Múzquiz.[cita requerida]

### Instituto Tecnológico Superior de Múzquiz
El 22 de julio de 2009 el entonces gobernador del estado, Profr. Humberto Moreira, colocó la primera piedra de lo que hoy es el edificio del plantel en una superficie de 20 hectáreas, terreno que fue donado por el entonces diputado federal Hugo Martínez.[cita requerida] Las carreras que ofrece son:
- Ingeniería en Gestión Empresarial
- Ingeniería en Tecnologías de la Información y de las Comunicaciones.
- Ingeniería en Educación Ambiental

Comenzó sus funciones en las aulas de un plantel estatal de educación media, estimando una matrícula inicial de 300 alumnos.

## Ferrocarriles
La infraestructura ferroviaria ha sido de vital importancia para el desarrollo de la minería en el estado, algunos de sus principales ramales en la región son: de Sabinas a Nueva Rosita y Melchor Múzquiz; y de Allende a Ciudad Acuña.

## Regionalización ecológica
El territorio del Municipio de Múzquiz, si bien caracterizado por sus condiciones áridas y semiáridas, por su orografía y posición geográfica también presenta un alta diversidad de ecosistemas y de especies, aunado a lo variado de sus recursos naturales hace que la descripción del sistema físico-natural represente un reto técnico en sí mismo.
Por lo anterior la descripción del sistema físico-natural del territorio Municipal se apoya en la regionalización ecológica propuesta por el Instituto Nacional de Ecología (SEDESOL,1993), la cual está basada en la integración de los enfoques clásicos paisajísticos o morfológicos, genético y paramétrico, adoptando para ello una estructura jerárquica, retomando los trabajos del Instituto Nacional de Estadística Geografía e Informática (INEGI) y del extinto Instituto Nacional de Investigación de Recursos Bióticos (INIREB).
Respecto a la Subprovincia Fisiográfica, el nivel regional corresponde a las unidades fisiográficas intermedias y comprenden asociaciones geomorfológicas como son las sierras, mesetas, lomeríos, cañadas, valles, etc., con climas, vegetación, geología, hidrología y suelos característicos. Además, los límites de las Subprovincias Fisiográficas corresponden a los que el INEGI denomina “subprovincia” y “discontinuidad” fisiográficas.
Así, con esta clasificación, el Municipio de Múzquiz se localiza dentro de dos zonas ecológicas, la Zona; que comprende nueve subprovincias fisiográficas: sierras y llanuras coahuilenses, serranía del Burro, y Llanuras de Coahuila y Nuevo León. La descripción de los factores bióticos y abióticos del sistema físico-natural del Municipio utiliza estas Subprovincias Fisiográficas para el desarrollo de los temas de clima, fisiografía, hidrografía, geología, suelos, flora y fauna.
En lo que se refiere a las Zonas Ecológicas, la zona árida es de gran interés ya que la totalidad de la superficie del municipio está incluida en esta por lo que es de gran interés debido a toda la gama de adaptaciones de la flora y fauna y a la gran diversidad de los mismos, consecuencia de una gran cantidad de microambientes, además de que se considera que es el ecosistema que más fácilmente se transforma debido a la intervención del hombre.

## Idioma
En el municipio de Coahuila además del idioma español, existe un asentamiento de la tribu kikapú en el cual se habla el idioma kikapú, que es la única lengua álgica que sobrevive en México. Los kikapús son una tribu norteamericana a la que Juárez cedió tierras en México. Residen en El Nacimiento, a unos 40 kilómetros al noroeste de Múzquiz. Los habitantes de esta comunidad sostienen que no pueden dejar de hablarla, dado que es un don de su dios principal, Kitzihiata (Gran Fuego).

## Lugares de interés turístico

### Iglesia parroquial de Santa Rosa de Lima

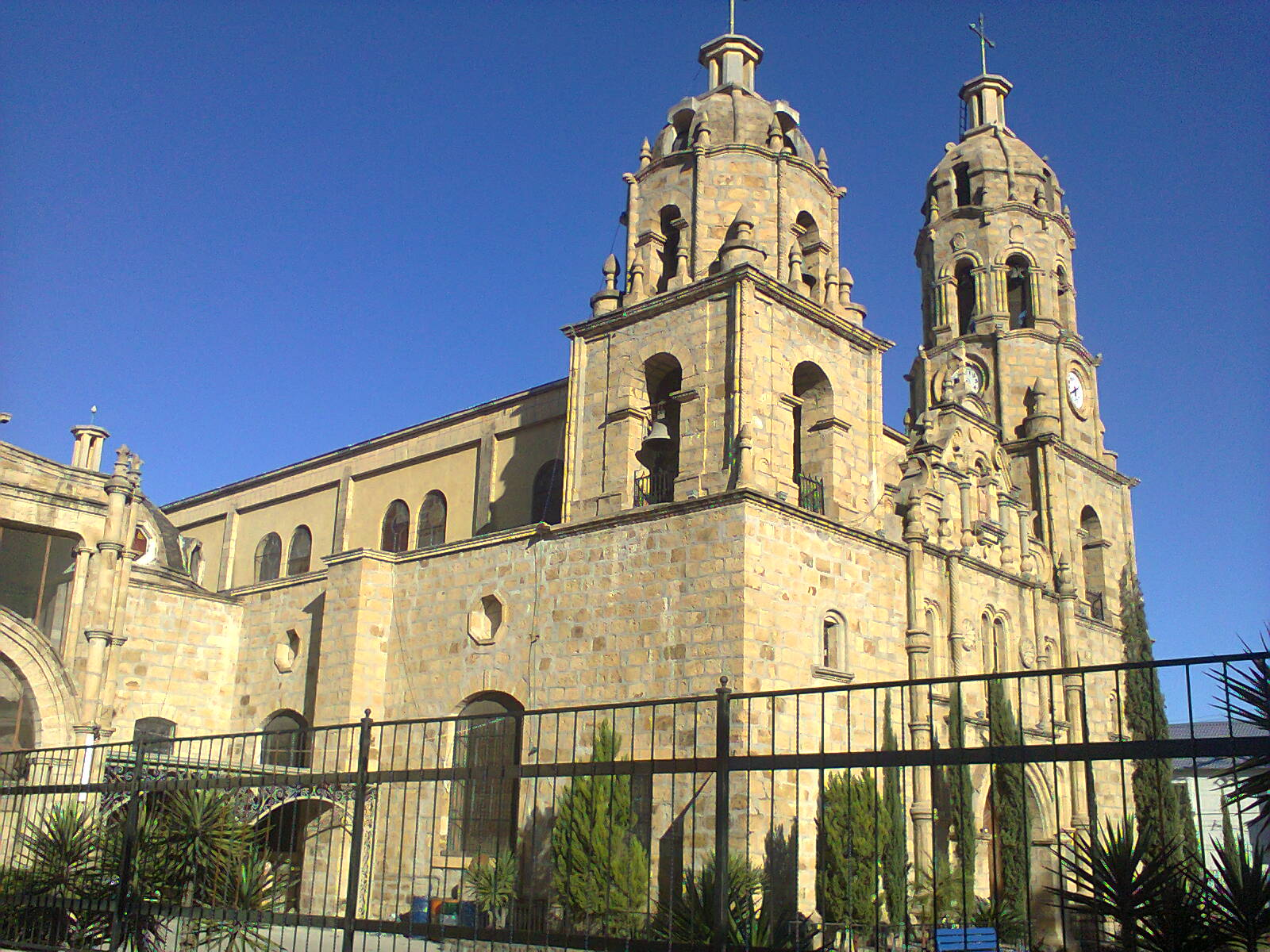
Vista lateral izquierda de la parroquia.

Iglesia parroquial de Santa Rosa de Lima que tiene una fachada de estilo barroco con cierto toque de estilo románico. Su nombre es en honor de la peruana Isabel Flores de Oliva (santa Rosa de Lima) e inició su construcción a base de piedra en 1939. Cada 30 de agosto celebran con danzas, kermés y juegos pirotécnicos a la santa patrona.

### Museo histórico de Múzquiz
Antigua edificación que antes era la Escuela para Niñas Melchor Múzquiz. Hoy en día es un lugar donde hay exposiciones de la historia local de Múzquiz. Fecha de inauguración: 20 de noviembre de 1984.

### Museo de Paleontología
Se exponen algunos tipos de especies de dinosaurios y sus huesos fósiles el más importante fue Muzquizopteryx Coahuilensis.

### Museo de Ganadería
Creado a raíz del nombramiento de pueblo mágico y con el fin de romper un récord Guinness se creó la silla de montar más grande del mundo la cual se expone en este museo, además de toda la historia de los ganaderos de Múzquiz.

## Cultura

### Gastronomía
Entre la gastronomía regional destacan como aperitivos los dulces de leche, los dulces de piloncillo y nuez, y la elaboración de quesos y panelas, crema de leche de vaca, chorizo de puerco (considerado el mejor de la región), tortillas de harina, discada (distintas carnes), así como la elaboración de cacahuates fritos sazonados con ajo. Como es común en el norte, la carne asada y el cortadillo de res son muy populares en los convivios y festejos.

## Turismo

### Pueblo Mágico
En octubre de 2018, el Secretario de Turismo Federal, Enrique de la Madrid Cordero, entregó el nombramiento donde se declara Pueblo Mágico la localidad de Melchor Múzquiz durante un evento en la Quinta Feria Nacional de Pueblos Mágicos en Morelia, Michoacán. Donde también otras 9 localidades del país fueron distinguidas con este nombramiento.

## Personajes destacados
- Julio Galan fue un pintor mexicano de arte contemporáneo, de los años 1980.[11]
- Agustín Isunza

## Política

### Representación legislativa
Para los efectos de la elección de Diputados federales y locales, el municipio se encuentra integrado en:
Local:
- XVII Distrito Electoral Local de Coahuila con cabecera en Ciudad Melchor Múzquiz.

Federal:
- II Distrito Electoral Federal de Coahuila con cabecera en San Pedro de las Colonias.

### Presidentes municipales
| Presidente                                                  | Años de presidencia  | Partido político              |
| ----------------------------------------------------------- | -------------------- | ----------------------------- |
| Patricio H. Ruiz                                            | 1937-1938            | PNR                           |
| José María Guajardo                                         | 1938                 | PRM                           |
| Jesús Rodríguez B.                                          | 1940                 | PRM                           |
| Felipe E. Múzquiz                                           | 1940-1942            | PRM                           |
| Jesús Soberón de León (descendiente de Venustiano Carranza) | 1942-1944            | PRM                           |
| José Flores Romo                                            | 1945-1947            | PRI                           |
| Alfredo Valdés Maldonado                                    | 1948-1950            | PRI                           |
| Eleuterio Maltos Jiménez                                    | 1951-1952            | PRI                           |
| Adolfo E. Romo                                              | 1953-1954            | PRI                           |
| Urbano Santos de la Garza                                   | 1955-1957            | PRI                           |
| José Múzquiz Guerra                                         | 1958-1960            | PRI                           |
| Julio Galán de la Peña                                      | 1961-1963            | PRI                           |
| Jesús Santos Landois                                        | 1964-1966            | PRI                           |
| Manuel Padilla Ortiz                                        | 1967-1969            | PRI                           |
| Carlos Chavarría Montemayor                                 | 1970-1972            | PRI                           |
| Arturo Elguézabal Neira                                     | 1973-1975            | PRI                           |
| Zenaido Ochoa Pérez                                         | 1976                 | PRI                           |
| Julio Galán de la Peña                                      | 1976-1978            | PRI                           |
| Lucio Lozano Ramírez                                        | 1979-1981            | PRI                           |
| Rogelio Valdés Lerma                                        | 1982                 | PRI                           |
| Mariano López Mercado (interino)                            | 1982-1984            | PRI                           |
| Adolfo Mondragón Montemayor                                 | 1985-1987            | PRI                           |
| Jesús Ibarra Valdez                                         | 1988-1990            | PRI                           |
| Elmer Aristeo Rocha Martínez                                | 1991-1993            | PRI                           |
| Jesús A. Pader Villarreal                                   | 1994-jun.1996        | PRI                           |
| Adolfo Mondragón Montemayor (interino)                      | jul.-dic. 1996       | PRI                           |
| Guillermo Hernández Garza                                   | 1997-1999            | PRI                           |
| Hugo Héctor Martínez González                               | 2000-jun. 2002       | PRI                           |
| Genaro Morales Villareal (interino)                         | jul.-dic. 2002       | PRI                           |
| José H. Múzquiz Guedea                                      | 2003-2005            | UDC/PT/PRD                    |
| Hugo Héctor Martínez González                               | 2006-2007            | PRI                           |
| Jesús Iván González Nájera (interino)                       | Marzo 2007-dic. 2009 | PRI                           |
| Cipriano Antonio Portales Bermúdez                          | 2010-2013            | UDC/PT/PRD                    |
| Luis Fernando Santos Flores                                 | 2014-2017            | PRI/PANAL/PRC                 |
| Luisa Alejandra del Carmen Santos Cadena                    | 2018                 | PRI/PVEM/PNA/SDI/ PJ/PDRC/PCP |
| Luisa Alejandra del Carmen Santos Cadena                    | 2019-2021            | PRI/PVEM/PNA                  |
| Tania Vanessa Flores Guerra                                 | 2022-2024            | MORENA                        |
| Laura Patricia Jiménez Gutiérrez                            | 2025-2027            | PRI/PRD/UDC                   |

## Relaciones internacionales

### Hermanamientos
La ciudad Melchor Múzquiz, cabecera municipal, ha obtenido los siguientes nombramientos de ciudades hermanas:
- Bustamante, Mexico (2007)[12]
- Ojinaga, Mexico (2013)[13]
- Manuel Benavides, Mexico (2013)[13]
- Denton, Estados Unidos (2015)[14]
- Saltillo, Mexico (2020)[15][16][17]